# 猛毒
猛毒（英語：Venom）是一種由漫威漫畫創作的虛構外星生命體，寄生在另一種生物身上形成的生命，主要出現在蜘蛛人的故事中。它本身是一個共生體，擁有獨立思想和強大的侵略性，幾乎是以液體狀的形式出現；但需要與一個宿主（通常都是人類）結合才能生存，成為猛毒。共生體能賦予宿主更強大的力量，但長時間寄生會影響宿主的心智。當猛毒共生體與人類結合時，這兩種生命形式的生命體就是猛毒。最初毒液被设定成一名超级反派，但后来变成一名道德模棱两可的反英雄角色。

## 傳記
蜘蛛人最先遇到的猛毒共生體的是在《秘密戰爭》（Secret Wars）＃8中，並且他在無意中與猛毒共生體結合。其後蜘蛛人拒絕與猛毒共生體結合之後，其最知名的宿主便是艾迪·布洛克，在《驚奇蜘蛛人》#300（1988年5月）。之後其宿主有麥克·加根，其反派的前身為蠍子人，和最近漫畫中的宿主閃電·湯普森，其為蜘蛛人在高中時期的同學，之後參軍並且在伊拉克戰爭中失去了兩腿，其後通過美國政府與猛毒共生體結合後成為了為政府工作的特工，成為了一位黑暗英雄。在原作中，猛毒共生體被描繪成一個沒有聲音及寂寞且渴望有主人的生物。但最近，它被描繪成可以控制宿主及可以說話的生命體。原本猛毒共生體並沒有名字，猛毒本質上是代表著艾迪·布洛克與蜘蛛人之間的交集。

## 能力
由於曾經附身在蜘蛛人身上，因此猛毒能夠複製蜘蛛人的所有超能力，例如利用靜電吸附在絕大部份表面上和發射蜘蛛絲等，但由於猛毒的“蜘蛛絲”是由分裂共生體本身來變成，因此雖然在數量方面沒有限制而勝於蜘蛛人，但過度使用的話會減弱自身的力量，猛毒亦不會被蜘蛛人的“蜘蛛感應”給感應到。由於曾經附身在死侍身上，因此被猛毒附身的宿主亦擁有十分強大的自癒能力，甚至能讓宿主使失去的器官重生。猛毒會給予其宿主更強大的力量，但亦會影響其心智，例如閃電·湯普森在使用共生體的力量超過48小時的話就會變得兇暴化，而且造型亦會越來越接近猛毒。

## 猛毒共生體

### 死侍
死侍是猛毒共生體在地球上的第一任宿主，在2016年出版的漫畫《死侍：回到黑色時期》（Deadpool: Back in Black）中揭露，在1984年的秘密戰爭中，韋德·威爾森被一團來自外星的不明黑色共生體附身，這團共生體便是後來的猛毒。

### 蜘蛛人
蜘蛛人是猛毒共生體在地球上的第二任宿主，首次出現在《秘密戰爭》，蜘蛛人的戰鬥衣在一場外星戰鬥中損毀，後來蜘蛛人得知一個外星機器能幫助他重新製造出一件全新的戰衣，卻不知道原來該機器其實是專門設計用來困住共生體的，當機械被啟動時，逃走的共生體附上了蜘蛛人的戰衣上並改變了戰衣的面貌，把戰衣顏色由原來的藍紅色變成黑白色，並且讓彼得·帕克能隨著自己的想法改變其形態變成任何衣服，甚至具有無限的蜘蛛絲供應其使用。
回到地球後，彼得十分喜歡這件新戰衣所帶來的方便，直到他開始發現自從有了這件新戰衣後開始變得十分愛睡，並且在睡覺中會以蜘蛛人的身份打擊罪惡，並在一次噩夢中夢見舊的戰衣與新的戰衣交戰，所以決定前去尋找他的好友驚奇先生幫忙。驚奇先生發現這件新的戰衣其實是由共生體製成的，而且當蜘蛛人陷入睡眠時，共生體便會控制蜘蛛人的身體，並且發現共生體打算與蜘蛛人永遠地結合在一起。在驚奇先生的幫助下，蜘蛛人發現共生體的最大弱點是聲波和火焰，驚奇先生利用強大的聲波和火焰把共生體驅離蜘蛛人的身體並把其困在一個透明的容器中，但共生體最終逃離了容器。
共生體在離開後偷偷返回蜘蛛人的住所中並偽裝成其紅藍色的戰衣在衣櫃中，其後強行附身於蜘蛛人的身體上並防止他再次找驚奇先生尋求協助。蜘蛛人在絕望中到達一座教堂的鐘樓，憑著毅力試圖脫離共生體，最後因筋疲力盡而失去了意識，但共生體在附身蜘蛛人的期間產生了情感而同情他，因而自願離開了蜘蛛人並透過鐘樓的裂縫離去，等待一名新的宿主。

### 其他宿主
- 艾迪·布洛克：猛毒的第三任宿主，原是一名記者，在罹患癌症時因為被猛毒寄生而成功抑制癌細胞，因此害怕猛毒又跑回去找蜘蛛人而想消滅對方。
- 蠍子人：猛毒的第四任宿主，原是蜘蛛人的敵人之一，得到猛毒的力量並結合原本的蠍子人能力再度挑戰蜘蛛人。
- 閃電·湯普森：猛毒的第五任宿主，在美國政府得到猛毒共生體後想將其利用完成超級士兵計畫，因此找來蜘蛛人的高中同學、在伊拉克戰爭中參軍受傷而失去了雙腿的閃電進行實驗，閃電因此重新擁有雙腿，並成為「猛毒特工」替政府工作。
- 哈利·奧斯朋：猛毒的第六任宿主。
- 安妮·威寧（英语：Anne Weying）
- Patricia Robertson
- Angelo Fortunato
- 費莉西亞·哈迪

## 其他媒體

### 電影
- 蜘蛛人三部曲
  - 《蜘蛛人3》（2007年）：由托弗·格雷斯飾演艾迪·布洛克作為宿主。
- 驚奇再起系列
  - 《蜘蛛人驚奇再起2：電光之戰》（2014年），片尾預告續集出現新敵人將組合邪惡六人組，索尼表示將可能推出邪惡六人組及猛毒的外傳電影。[1][2]。但隨著該系列電影再次重啟之後，相關電影計劃都已經停擺。
- 索尼影業蜘蛛人宇宙：由湯姆·哈迪飾演艾迪·布洛克（英语：Venom (Sony's Spider-Man Universe)）[3]。
  - 《猛毒》（2018年）
  - 《猛毒2：血蜘蛛》（2021年）
  - 《毒魔：終極一舞》（2024年）
- 漫威電影宇宙：由湯姆·哈迪回歸飾演艾迪·布洛克。
  - 《蜘蛛人：無家日》：（2021年）：於片尾彩蛋中客串。

### 遊戲
- 《樂高漫威超級英雄》
- 《漫威：未來之戰》：手機遊戲，猛毒是玩家可使用角色之一。
- 《漫威超級戰爭》
- 《蜘蛛人2》：本作中先是附在哈利·奧斯朋身上，為猛毒特工的版本，後改附到「蜘蛛人」彼得·帕克身上，成為其共生體戰衣。後脫離彼得，再度和哈利·奧斯朋結合，成為真正的猛毒。